# نول مورت
نول مورت (بالإنجليزية: Nule Murt)‏ روح الغابة في أساطير فنلندا التي تظهر في صورة بشرية، ولكن بعين واحدة وفي استطاعتها أن تطيل جسدها أو تقصره كما تشاء. رغم أنها تفضل عادة أن تكون في طول الشجرة. وهي تعيش في الغابة وسط كنوز من الذهب والفضة، وقطيع من الماشية. ويقدم لها الناس القرابين. وهناك أنواع أخرى من روح الغابة بعضها نصف إنسان وبعضها نصف بقرة.